# NGC 109

NGC 109

NGC 109 هي مجرة حلزونية تبعد حوالي 240 مليون سنة ضوئية تقع في كوكبة المرأة المسلسلة (كوكبة). تم اكتشافها من قبل هاينريش أريست في عام 1861، ويبلغ حجمها 13.7.

## وصلات خارجية
- NGC 109 على موقع ويكي سكاي: DSS2, SDSS, GALEX, IRAS, Hydrogen α, X-Ray, Astrophoto, Sky Map, Articles and images